# Stocken-Höfen
Stocken-Höfen is een gemeente in het district Thun dat behoort tot het Kanton Bern. Stocken-Höfen heeft 981 inwoners.

## Geschiedenis
Stocken-Höfen is een fusiegemeente ontstaan op 1 januari 2014 uit de gemeenten Niederstocken, Oberstocken en Höfen.

## Geografie
Stocken-Höfen heeft een oppervlakte van 14.22 km² en grenst aan de buurgemeenten Amsoldingen, Erlenbach im Simmental, Därstetten, Pohlern, Reutigen, Uebeschi en Zwieselberg.
De gemiddelde hoogte van Stocken-Höfen is 705 meter.

## Politiek
In Stocken-Höfen is de burgemeester Samuel Eicher.